# 富田瀨奈
冨田瀨奈（日语：／ Tomita Sena，1999年10月5日—），日本單板滑雪運動員，她代表日本隊參加了中國舉行的2022年冬季奧林匹克運動會，並且在女子U型場地技巧比賽上獲得一枚銅牌。